# Шерстистые лемуры
Шерстистые лемуры (лат. Avahi) — один из трёх родов индриевых.

## Ареал
Места обитания — леса Мадагаскара, преимущественно в восточной и северной частях острова. Некоторые виды обитают лишь на небольших труднодоступных территориях.

## Описание
Шерстистые лемуры — самые малые из индриевых. Длина их тела без хвоста всего около 30 см, реже до 50 см. Масса лемуров составляет 600—1200 г. Шерсть короткая и густая, цвет от красноватого до серо-коричневого. Хвост примерно равен длине тела.
Живут лемуры постоянными парами, рождается один детёныш. Животные ведут ночной образ жизни, что не свойственно другим представителям семейства.

## Виды
Шерстистые лемуры малоизучены. Сегодня в роде выделяют до 9 видов, при этом четыре вида были классифицированы лишь в 2000-е годы.
- Avahi betsileo
- Avahi cleesei
- Avahi laniger — Восточный шерстистый лемур[1]
- Avahi meridionalis
- Avahi mooreorum
- Avahi occidentalis — Западный шерстистый лемур, или западный мохнатый авахи[1]
- Avahi peyrierasi
- Avahi ramanantsoavana
- Avahi unicolor